# Најбољи летачи
Најбољи летачи (енгл. Top Wing) је канадска рачунарски-анимирана авантуристичка телевизијска комедија намењена деци предшколског узраста, направљена од стране Метјуа Фернандеса, премијерно приказана на Ник џуниору 6. новембра 2017 у САД, односно на Чрихаусу 6. јануара 2018. године у Канади.
У Србији, Црној Гори, Републици Српској и Северној Македонији серија је премијерно приказана 25. јуна 2018. године на каналу Ник џуниор, а 19. августа 2019. године на каналу Никелодион, синхронизована на српски језик. Синхронизацију је радио студио Голд диги нет. Уводна шпица је такође синхронизована. Српска синхронизација нема DVD издања.

## Улоге
| Име лика | Амерички глас                           | Енглески глас  | Српски глас        |
| -------- | --------------------------------------- | -------------- | ------------------ |
| Муња     | Јона Винеберг (С1) Тристан Меркадо (С2) | Вилијам Ромен  | Иван Павличић      |
| Пени     | Абигејл Оливер                          | Мили Пател     | Дарија Врачевић    |
| Бане     | Лукас Калехштејн                        | Лени Хамилтон  | Урош Дробац        |
| Ранко    | Итан Пуђото                             | Фреди Хосон    | Страхиња Белић     |
| Брзи     | Колин Дојл                              | Бред Кавана    | Предраг Дамњановић |
| Беа      | Брјн Маколи                             | Шарлот Рејнард | Данина Јефтић      |
| Ћиу      | Ширли Менсон                            | Ширли Менсон   | Јована Чуровић     |
| Циу      | Ширли Менсон                            | Ширли Менсон   | Јована Чуровић     |

## Епизоде
| Сезона | Сезона | Сегменти | Епизоде | Епизоде | Оригинално емитовање | Оригинално емитовање |
| Сезона | Сезона | Сегменти | Епизоде | Епизоде | Премијера            | Финале               |
| ------ | ------ | -------- | ------- | ------- | -------------------- | -------------------- |
|        | 1.     | 51       | 26      | 26      | 6. новембар 2017.    | 21. децембар 2018.   |
|        | 2.     | 48       | 26      | 26      | 1. март 2019.        | 2. јул 2020.         |